# Quercoideae
Quercoidae Õrsted è una sottofamiglia di angiosperme eudicotiledoni appartenenti alla famiglia Fagaceae. I primi reperti fossili conosciuti risalgono a oltre 50 milioni di anni fa.

## Tassonomia
- Castanea Mill.
- Castanopsis (D. Don) Spach
- Chrysolepis Hjelmq.
- Lithocarpus Blume
- Notholithocarpus Manos, Cannon & S. H. Oh
- Quercus L.
- Trigonobalanus Forman